# هنر نو

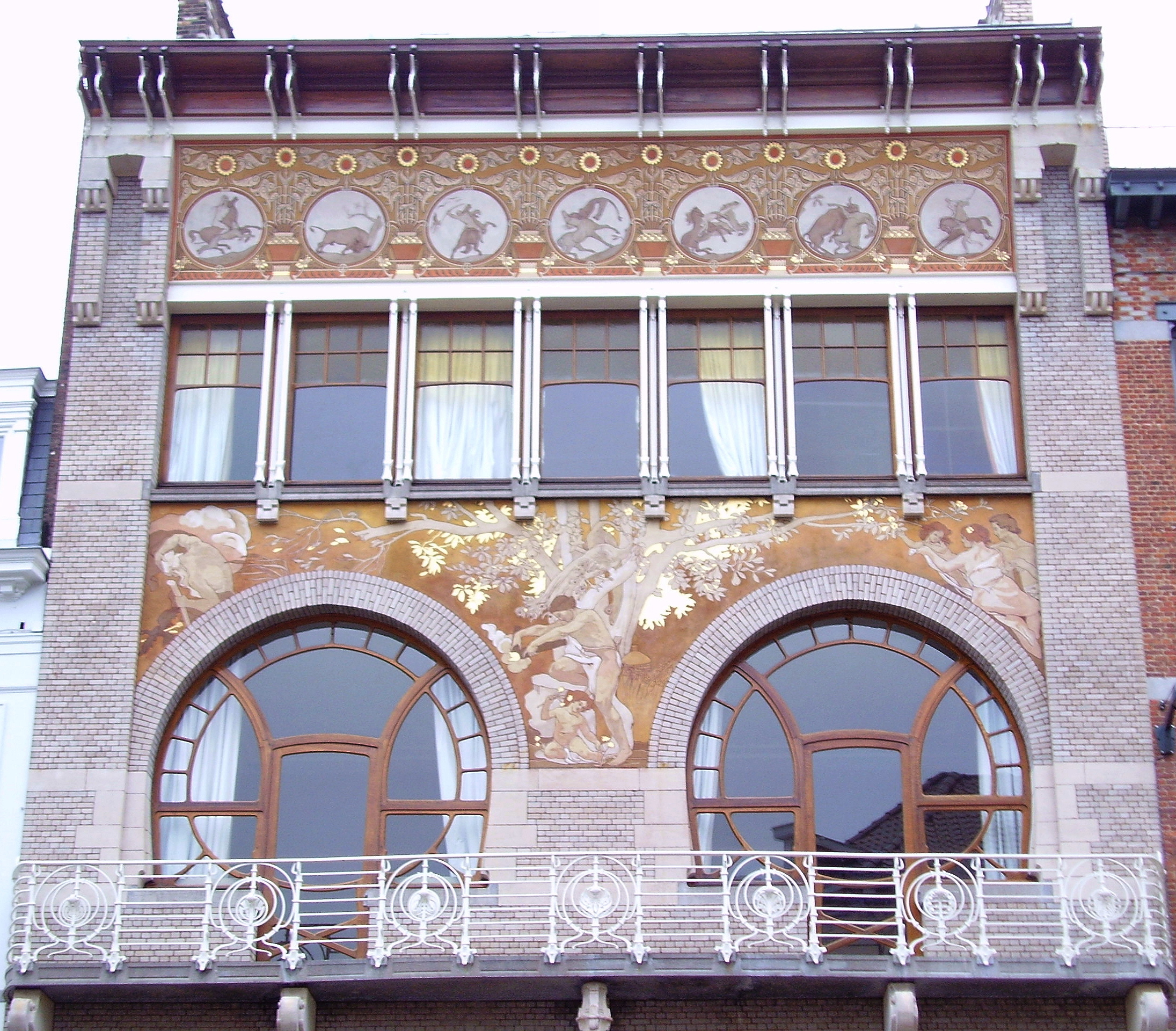
هتل چامبرلانی در بروکسل در سبک آرت نوو.

هنر نو، نوهنر یا آر نووُ (به فرانسوی: Art Nouveau، تلفظ فرانسوی: aʁ nu'vo) یک جریان بین‌المللی در هنرهای کاربردی، معماری و به‌ویژه در هنرهای تزئینی است، که بین سال‌های ۱۸۹۰ و ۱۹۱۰ بیشترین محبوبیت را داشت. به‌عنوان یک واکنش دربرابر هنر آکادمیک در قرن نوزدهم، هنر نو از فرم‌ها و ساختارهای طبیعی، به‌ویژه خطوط منحنی و مواج گل‌ها و گیاهان متأثر بود. این جریان با نام‌های مختلفی تقریباً هم‌زمان در بسیاری کشورهای اروپایی به ظهور رسید که هریک با دیگری تفاوت‌هایی هم داشت. ازجمله سبک مدرنیسمو (Modernismo) در اسپانیا، جنبش جدایی (Wiener Secession) در اتریش، استیله لیبرتی (Stile Liberty) یا استیله فلورئاله (Stile Floreale) در ایتالیا، یوگنداستیل (Jugendstil) در آلمان و کشورهای اسکاندیناوی.
«هنر نو» نام خود را از گالری هنری خانهٔ هنر نو (Maison de l'Art Nouveau) گرفته‌است که در سال ۱۸۹۵ توسط یک فروشندهٔ آلمانی-فرانسویِ آثار هنری به نام زیگفرید بینگ در پاریس بازگشایی شد و سبک جدیدی را به نمایش گذاشت. این جریان یک سبک هنری فراگیر یا جهانشمول (total art style) است که شامل گسترهٔ وسیعی از هنرهای تزیینی شامل معماری، نقاشی، گرافیک، طراحی داخلی، جواهرات، مبلمان، منسوجات، سرامیک، شیشه‌گری و فلزکاری می‌شود. در ۱۹۱۰ هنر نو دیگر از دور خارج شد و جای خود را به سبک اروپایی غالب در معماری و هنرهای تزیینی، یعنی آرت دکو و سپس نوگرایی (مدرنیسم) داد.

## تاریخچه
جنبش هنر نو ریشه در بریتانیا داشت؛ در طرحهای گلدار ویلیام موریس و جنبش هنر و پیشه که شاگردان موریس پایه‌گذار آن بودند. این جنبش همچنین تأثیر زیادی از نقاشان پیشارافائلی، نیز هنرمندان گرافیست بریتانیایی دههٔ ۱۸۸۰ میلادی گرفت. در فرانسه ترکیبی از گرایشهای متفاوت در نقاشی تزئینی و معماری بود. سبک دیگری که بر این جنبش اثر مهمی گذاشت، ژاپنیسم بود: موجی از اشتیاق برای باسمه‌های ژاپنی چاپ شده با تکنیک چاپ‌نقش چوبی که در دههٔ ۱۸۷۰ میلادی به اروپا وارد می‌شد وجود داشت و ویژگی‌های سبکی چاپ‌های ژاپنی در کارهای گرافیکی، چینی‌جات، جواهرات و مبلمان آرت نوو به نمایش درآمدند.
تکنولوژی‌های جدید در چاپ و انتشار سبب شد که جنبش هنر نو به سرعت مخاطب جهانی پیدا کند. نشریه‌های هنری که با عکس‌ها و تصاویر رنگی چاپ سنگی آراسته می‌شدند، نقش اساسی در ترویج سبک جدید داشتند. با پوسترهایی که برای رقصندهٔ فرانسوی لویی فولر و همچنین بازیگر مشهور فرانسوی سارا برنارد در آخرین دههٔ قرن نوزدهم طراحی شد، پوستر نه تنها به‌عنوان تبلیغات، بلکه به‌عنوان یک فرم هنری مطرح شد. تولوز لوترک نقاش و گرافیست فرانسوی نیز از جمله دیگر هنرمندانی بود که به شهرتی جهانی دست یافت و کارهایی در سبک آرت نوُو دارد.
زیگفرید بینگ نقشی کلیدی در همه‌گیر شدن هنر نو ایفا کرد. در ۱۸۹۱ او شروع به انتشار نشریه‌ای کرد که به هنر ژاپن اختصاص داده شده بود و باعث شهرت ژاپنیسم در اروپا شد. در ۱۸۹۲ نمایشگاهی از آثار هفت هنرمند ترتیب داد که هم شامل نقاشی‌های مدرن و هم کارهای تزئینی می‌شد و سپس در ۱۸۹۵ گالری خانهٔ هنر نو را در پاریس بازگشایی کرد که به کارهای تازه در هنرهای زیبا و هنرهای تزئینی اختصاص داشت. مبلمان و دکوراسیون داخلی گالری توسط معمار بلژیکی هنری ون دیولده طراحی شده بود که از پیشگامان معماری آرت نوُو است. کارهایی که در این گالری به نمایش گذاشته می‌شدند همه دارای سبک یکسان نبودند. بینگ در ۱۹۰۲ نوشت: «هنر نو در ابتدای پایه‌گذاری به هیچ روی رؤیای رسیدن به این افتخار را نداشت که به یک اصطلاح عام را تبدیل شود. تنها نام خانه‌ای بود به عنوان مکانی برای دور هم گرد آمدن همهٔ هنرمندان جوان و پرشوری که بی‌صبرانه می‌خواستند تمایلات نوگرایانهٔ خود را به نمایش درآورند.»
نخستین خانه‌هایی که به سبک هنر نو طراحی شدند، هتل تاسِل و بلومِن‌وِرف بود که در سالهای ۱۸۹۳ تا ۱۸۹۵ در بروکسل ساخته شدند. معماران این بناها ویکتور هورتا و هنری ون دی-ولده، نه تنها خود ساختمان‌ها، بلکه همهٔ تزئینات داخلی، مبلمان و جزئیات معماری آن‌ها را نیز طراحی کردند. فرم‌های گیاهی و اسلیمی‌های ظریفی که هورتا در طرح موزائیک‌ها و دیوارهای هتل تاسِل به کار برد، به یکی از محبوب‌ترین نمادهای هنر نو تبدیل شد. پس از آن بنای بِرانژه و نیز ورودی ایستگاه مترویی در پاریس توسط هکتور گیمار به سبک هنر نو طراحی و ساخته‌شد که توجه بسیاری را جلب کرد. نمایشگاه جهانی ۱۹۰۰ در پاریس نقطهٔ اوج هنر نو بود و در زمان برگزاری‌اش از ماه آوریل تا نوامبر سال ۱۹۰۰ نزدیک به پنجاه میلیون بازدیدکننده از سراسر جهان داشت. آثار معماری به نمایش درآمده در این نمایشگاه اغلب ترکیبی از سبک آرت نوُو و سبک نئوکلاسیک منتسب به مدرسه هنرهای زیبای پاریس بود. این بزرگ‌ترین نمایشگاه هنر نو بود، هرچند نمایشگاه‌های دیگر تأثیر حتی بیشتری بر گسترش این سبک داشتند؛ از جمله نمایشگاه جهانی ۱۸۸۸ در بارسلونا که آغاز سبک مدرنیسم را در اسپانیا رقم زد و نمایشگاه بین‌المللی هنرهای تزئینی در ۱۹۰۲ در تورین ایتالیا که محل نمایش آثار هنرمندان سراسر اروپا بود. در پاریس اما هنر نو پس از اوج خود در سال ۱۹۰۰، به سرعت از مد خارج شد. در بریتانیا نخستین نمونه‌های هنر نو در آغاز دههٔ ۱۸۸۰ میلادی خلق شدند، جایی که جنبش هنر و پیشه ارتباط نزدیک‌تری میان هنرهای زیبا و هنرهای تزئینی برقرار کرده و با روی گرداندن از سبک‌های گذشته، در طراحی از کابرد و طبیعت الهام می‌گرفت. هنرمندان بریتانیایی هنر نو در زمینهٔ طراحی پارچه، سرامیک، نقره و جواهرات، مبلمان و معماری فعال بودند. یکی از مهم‌ترین مراکز معماری و طراحی مبلمان در بریتانیا، شهر گلاسگو بود و به‌ویژه طراح‌هایی که توسط چارلز رنی مکینتاش و در مدرسهٔ گلاسگو انجام شد، به شهرت رسیدند. این طرح‌ها بیشتر الهام گرفته از آرت نوُو در فرانسه، هنر ژاپنی و سبک‌های نمادگرایی و نئوگوتیک بودند. مکینتاش طرح‌های خود را در نمایشگاه‌های بین‌المللی در لندن، وین و تورین به نمایش گذاشت و به ویژه بر جنبش جدایی وین تأثیرگذار بود. او به همراه همسرش مارگارت مک‌دونالد مکینتاش که خود نقاش و طراحی پیشرو بود، آثار قابل توجهی خلق کردند که شامل خطوط هندسی ساده با تزئینات گیاهی با انحناهای ظریف و خصوصاً نماد مشهورِ سبک، یعنی رز گلاسگو بودند.
در آلمان مراکز اصلی جنبش هنر نو که با نام آلمانی یوگِنداستیل (به معنای سبک جوانان) برگرفته از نام نشریه¬ هنری یوگِند شناخته می‌شود، مونیخ و دارمشتات بود. هنرمندان آلمانی سبک‌های شخصی متفاوتی در آثار خود به کار بردند، اما یکی از مشخصه‌های کارهای گرافیکی یوگنداستیل، استفاده از حروف با کارکرد تصویری در پوسترها و روی جلدها است. شهر وین نیز به یکی از مراکز ویژهٔ هنر نو تبدیل شد که به نام جدایی وین شناخته می‌شود و در سال ۱۸۹۷ توسط گروهی از هنرمندان اتریشی از جمله گوستاو کلیمت، کولمان موزر، یوزف هوفمان و اتو واگنر پایه‌گذاری شد. آنان به شیوهٔ محافظه‌کارانهٔ سبک تاریخ‌گرایی واکنش نشان دادند و نشریه‌ای به نام وِر ساکروم را برای ترویج هنر خود تأسیس کردند. سبک کار این گروه در مقایسه با کار هنرمندان یوگِنداستیل در آلمان به طرز مشهودی زنانه و کمتر سنگین و کمتر ملی‌گرایانه بود. در شهر پراگ نیز آثار قابل توجهی در معماری آرت نوُو مانند هتل سنترال خلق شد. همچنین در اسلواکی، مجارستان، هلند و دیگر کشورهای اروپایی، هنر نو محبوبیت داشت.
در ایتالیا استیله لیبرتی نام خود را از فروشگاه زنجیره‌ای انگلیسی لیبرتی گرفت که پارچه‌های رنگارنگش به ویژه در ایتالیا بسیار محبوبیت داشت. مشهورترین طراح مبلمان هنر نو در ایتالیا کارلو بوگاتی، پسر یک معمار و مجسمه‌ساز و برادر طراح مشهور اتومبیل بود. کارهای او که شامل نقره‌آلات، منسوجات، سرامیک و سازهای موسیقی نیز می‌شد، به دلیل عجیب و غریب و غیرعادی بودن شاخص بودند. طراحی‌های مبلمان بوگاتی اغلب تداعی‌کنندهٔ طرح یک سوراخ کلید بودند و سطوح آن‌ها با چیزهایی غیرمعمول مانند پوست، ابریشم و استخوان و عاج پوشانده می‌شد و گاهی نیز دارای فرم‌های الهام گرفته از طبیعت مانند شکل مارها بودند.
در اسپانیا یک نسخهٔ بسیار اصیل از این سبک، مدرنیسم کاتالان، در بارسلون پدیدار شد. مشهورترین آفرینندهٔ آن آنتونی گائودی بود که فرم‌های گیاهی و طبیعی هنر نو را به شیوه‌ای بسیار بدیع در طراحی پالائو گوئل به کار گرفت. طراحیهای او پس از ۱۹۰۳ دارای نزدیک‌ترین ارتباط به عناصر سبک هنر نو هستند. هرچند سازه‌های مشهوری از او مانند کلیسای ساگرادا فامیلیا با احیای سبک نئوگوتیک، در تضاد با تمایلات نوگرایانهٔ آرت نوُو قرار می‌گیرند.
در روسیه با انتشار نشریهٔ هنری جدیدی به نام میر ایسکوستوا (دنیای هنر) در ۱۸۹۸، نسخهٔ بسیار رنگارنگی از هنر نو در مسکو و سن پترزبورگ به ظهور رسید. گردانندگان این نشریه نمایشگاه‌هایی از آثار هنرمندان پیشروی روسی برگزار کردند. سبک آنان برخلاف آر نوُوی فرانسه، استفادهٔ کمتری از فرم‌های گیاهی می‌کرد و بیشتر براساس استفاده از رنگ‌های درخشان و طرح‌های نامتعارف برگرفته از فولکلور و افسانه‌های روسی تکیه داشت. از تأثیرگذارترین همکاری‌های این هنرمندان طراحی لباس و صحنه برای شرکت باله روس بود که به سرپرستی سرگئی دیاگیلف تأسیس شد و از سال ۱۹۰۹ تا ۱۹۱۳هر سال در پاریس برنامه اجرا می‌کرد. این لباس‌ها و صحنه‌های رنگارنگ و کم‌نظیر در نشریه‌های مطرح پاریسی بازتاب می‌یافتند و تأثیر قابل توجهی بر هنر و طراحی فرانسه گذاشتند. در روسیه همچنین بناهای متعددی به سبک آرت نوُو تا پیش از انقلاب روسیه ساخته شده‌است، از جمله هتل متروپُل در مسکو با یک دیوارنگارهٔ سرامیکی در نمای ساختمان.
در ایالات متحده آمریکا، شرکت لوئیس کامفورت تیفانی نقشی کلیدی در سبک هنر نو داشت. او که از بیست و چهار سالگی کار با شیشه را آغاز کرده بود، تکنیک‌های تازه‌ای در رنگ‌آمیزی و شکل‌دهی به شیشه ابداع کرد. او پنجره‌های شیشه‌رنگی، گلدان‌ها و حباب‌های چراغ را از شیشه-های رنگارنگ و موزائیکهای زینتی در ترکیب با آهن و برنز طراحی می‌کرد، که هر کدام از آن‌ها توسط تیمی از طراحان و صنعتگران، با دقت بسیار ساخته می‌شد. کارهای شیشهٔ تیفانی در نمایشگاه بین‌المللی سال ۱۹۰۰ در پاریس به موفقیت چشمگیری دست یافت و یک پنجرهٔ شیشه-رنگی او به نام پرواز ارواح برندهٔ مدال طلا شد. همچنین چراغ رومیزی تیفانی به ویژه به یکی از نمادهای جنبش هنر نو تبدیل شد. چهرهٔ مشهور دیگر در هنر نوی ایالات متحده لویی سالیوان معمار آمریکایی بود که به ویژه به خاطر طراحی برخی از نخستین آسمان‌خراش‌های دارای اسکلت فلزی در آمریکا مشهور است.

## فرم و شخصیت هنر نو، سبک‌ها و جنبش‌های همدورهٔ آن و ارتباط بین آن‌ها
با وجود اینکه هنر نو با گسترش محدودهٔ جغرافیایی‌اش به گرایش‌های محلی متفاوتی دست یافت، همچنان برخی ویژگی‌های کلی در فرم را داراست. موتیف‌های تزئینی را می‌توان با فرم‌های الهام گرفته از طبیعت و به ویژه فرم‌های گیاهی، خطوط منحنی پویا، مواج و سیال، با شکل‌های نامتقارن و ریتمی مُقطع، در معماری، نقاشی، مجسمه‌سازی و دیگر آثار سبک هنر نو یافت.
به‌عنوان یک سبک هنری، هنر نو وابستگی‌هایی به هنر پیشارافائلی و نمادگرایانه دارد و از جنبش هنر و پیشه و نیز ژاپنیسم تأثیر گرفته‌است. بسیاری از هنرمندان این سبک را می‌توان در بیش از یکی از این سبک‌ها رده‌بندی کرد. با این وجود برخلاف نمادگرایی، هنر نو ویژگی‌های ظاهری مشخصی دارد و برخلاف جنبش هنر و پیشه که بر محور کار صنعتگران بنا شده، هنرمندان سبک آرت نوُو از به کار بردن ماشین‌آلات گریزان نیستند و آمادهٔ به کار گرفتن مواد جدید و سطوح ماشین‌کاری شده و انتزاع در خدمت طراحی صرف هستند. با این وجود با آغاز جنگ جهانی اول، طراحی‌های آرت نوُو که تولید پرهزینه‌ای داشتند، به‌تدریج جای خود را به مدرنیسمی با طرح‌های ساده‌تر و خطوط مستقیم دادند که به سبک هنر تزئینی یا آرت دکو تبدیل شد. این طرح‌ها تولید ارزانتری داشتند و زیبایی‌شناسی صنعتی و سادهٔ آن‌ها بیشتر قابل اعتماد بود.

## نقاشی و گرافیک

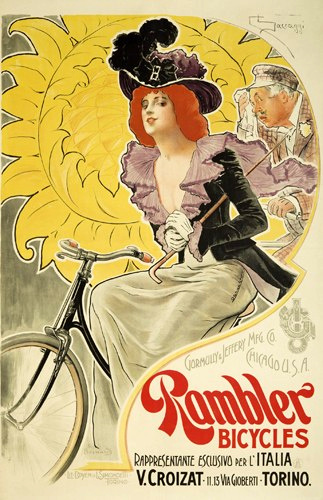
پوستر تبلیغاتی آرت نو توسط Cesare Saccaggi از Tortona.

هنر گرافیک در جنبش هنر نو، به دلیل استفاده از تکنیک‌های جدید چاپ، به ویژه لیتوگرافی رنگی که امکان چاپ پوسترهای رنگی در تعدا زیاد را می‌داد، به شکوفایی چشمگیری دست یافت. هنر دیگر منحصر به گالریها و موزه‌ها نبود. می‌شد آن را روی دیوارهای پاریس و تصویرگری‌های نشریه‌ها دید که در سراسر اروپا و نیز ایالات متحدهٔ آمریکا توزیع می‌شدند. محبوبترین موضوع در پوسترهای هنر نو زنان بودند. زنان نماد دلربایی، نوگرایی و زیبایی بودند و اغلب احاطه شده در میان گل‌ها به تصویر کشیده‌می‌شدند.
نقاشی یکی دیگر از زمینه‌های مهم در جنبش هنر نو بود. با این حال بیشتر نقاشان هنر نو به سبکهای دیگری از جمله نمادگرایی نیز تعلق داشتند. یکی از موضوعهایی که بین نقاشان هنر نو و نمادگرایی در این دوره مشترک است ترسیم تصویر زنان است.

## هنر شیشه‌گری
شیشه¬ از جمله چیزهایی بود که هنر نو در آن راه‌های متعدد و متنوعی برای بیان هنری پید اکرد. کشور فرانسه و به ویژه شهر نانسی از مراکز مهم طراحی و کار با شیشه و ابداع روش‌های جدید در تولید بود. همچنین کارخانه‌ها و مراکز شیشه‌گری در بلژیک، اتریش، انگلیس و آلمان، تولیدکنندگان کریستال در منطقهٔ بوهِم و شرکت تیفانی در آمریکا، با استفاده از روش‌ها و تکنیک‌ها و فرمهای متنوع به تولید اشیای گوناگون شیشه‌ای مانند چراغ، گلدان و پنجره‌های شیشه‌رنگی پرداختند.

## هنر فلزکاری و جواهرسازی
در قرن نوزدهم میلادی معمار و نظریه‌پرداز فرانسوی اوژن ویوله لودوک از ایدهٔ نمایان کردن اسکلتهای فلزی در ساختمان‌های مدرن، به جای پنهان کردنشان، حمایت کرده بود، اما معماران آرت نوُو مانند ویکتور هورتا، یک قدم فراتر رفتند و تزئینات فلزی با منحنیهای برگرفته از فرم گل‌ها و گیاهان را هم در داخل و هم در نمای ساختمانهایشان به کار بردند؛ در نرده‌ها و چراغها و جزئیات دیگر در داخل ساختمان و در بالکنها و تزئینات دیگر در خارج بنا. این تزئینات فلزی به یکی از وجه مشخصه‌های معماری هنر نو تبدیل شد و طولی نکشید که این فرمها در اشیای گوناگون مانند آباژورها و نقره‌جات نیز راه یافت. البته در حالی که در آمریکا و فرانسه طراحان این فرمهای گیاهی را به کار می‌بردند، طراحان دیگری در انجمن جدایی اتریش قوریها و اشیای فلزی دیگری با طرحهایی بیشتر هندسی و سبکی موقرانه طراحی می‌کردند.
در طراحی جواهرات نیز هنرمندان آرت نوُو با استفاده از خطوط نرم و منحنی و اغلب فرمهایی برگرفته از طبیعت مانند گلها، پرندگان و حیوانات شاخص می‌شوند. تصویر زنان نیز موضوعی محبوب در این طراحیها است. هنر نو تحولی درخور توجه در صنعت جواهرسازی به وجود آورد که بیشتر توسط کارخانه‌های پاریسی هدایت می‌شد. همچنین تکنیک‌های ساخت و مواد جدیدی مانند شیشه، عاج و استخوان نیز علاوه بر طیف وسیعی از سنگ‌های قیمتی و نیمه‌قیمتی وارد این صنعت شد. همچنین در آمریکا، بریتانیا و آلمان نیز طراحان مطرحی به طراحی جواهرات در این سبک پرداختند.

## معماری، دکوراسیون داخلی و مبلمان
معماری آرت نوُو نیز با تزئینات آن شاخص می‌شود؛ بناهایی پوشیده از تزئیناتی با فرمهای منحنی و دارای حرکت، برگرفته از گلها، گیاهان و حیوانات: پروانه¬، طاووس، قو، گل‌های سیکلامن، نیلوفر و ارکیده. نماهای آن‌ها نامتقارن و اغلب پوشیده از تکه‌های رنگارنگ کاشی است و میان ساختار و تزئینات بنا تمایزی ایجاد نشده‌است.
این سبک نخستین بار در بروکسل در طرحهای ویکتور هورتا به ظهور رسید. سپس از آنجا به فرانسه، سوییس، ایتالیا، اسپانیا، آلمان و سایر بخش‌های اروپا گسترش یافت و نامها و ویژگی‌های محلی گوناگونی پیدا کرد. در ۱۹۱۰ به اوج خود رسید و سپس با آغاز جنگ جهانی اول عملاً به پایان خود رسید و جای خود را به سبک تازهٔ آرت دکو داد. در بسیاری از این بناها، معماران همچنین تمام مبلمان و دکوراسیون داخلی را نیز طراحی کرده‌اند و مبلمان آرت نوُو در ارتباط تنگاتنگی با معماری قرار داشت. این قطعات مبلمان اغلب دارای طرحها و پرداخت پیچیده و پرهزینه بودند. همچنین این اشکال وجود داشت که به مالک خانه امکان تغییر یا کم و زیاد کردن چیزی با سبک دیگر، بدون صدمه زدن به فضای کلی اتاق را نمی‌دادند.

## سرامیک
بخش پایانی قرن نوزدهم همراه بود با نوآوریهای زیادی در زمینهٔ تولید سرامیک، به ویژه تولید نوعی چینی با حرارت بالا و لعاب متبلورشدهٔ مات. هم‌زمان بسیاری از تکنیک‌های فراموش‌شده نیز دوباره به کار گرفته و احیا شدند. سرامیکهای سبک هنر نو از سرامیک‌های سنتی و مدرن چین و ژاپن نیز، که به دلیل طرحهای گل و گیاه به خوبی با این سبک هماهنگی داشتند، تأثیر پذیرفتند. سرامیک همچنین کاربرد تازه‌ای در معماری و مجسمه‌سازی پیدا کرد و در تزئینات و نمای ساختمان‌ها هم به کار رفت.

## پارچه و منسوجات
منسوجات و کاغذ دیواریها از همان ابتدا رسانه‌ای مهم در سبک هنر نو و یکی از عناصر اساسی در طراحی داخلی این سبک بودند. در بریتانیا، ویلیام موریس با طراحی پارچه‌های خود از آغازکنندگان جنبش هنر و پیشه و سپس هنر نو بود. مارگارت مک‌دونالد مکینتاش و مدرسهٔ گلاسگو، همچنین استودیو سیلور در لندن از دیگر پیشگامان طراحی پارچه در هنر نو بودند. در فرانسه، آلمان و بلژیک نیز کارگاه‌ها و نشریاتی بودند که طرحهای پارچه با موتیف گل و گیاه را طراحی می‌کردند و گسترش می‌دادند. در هلند پارچه‌ها اغلب از نقشهای باتیک و نیز هنرهای محلی و قومی تأثیرگرفتند.

## نگارخانه

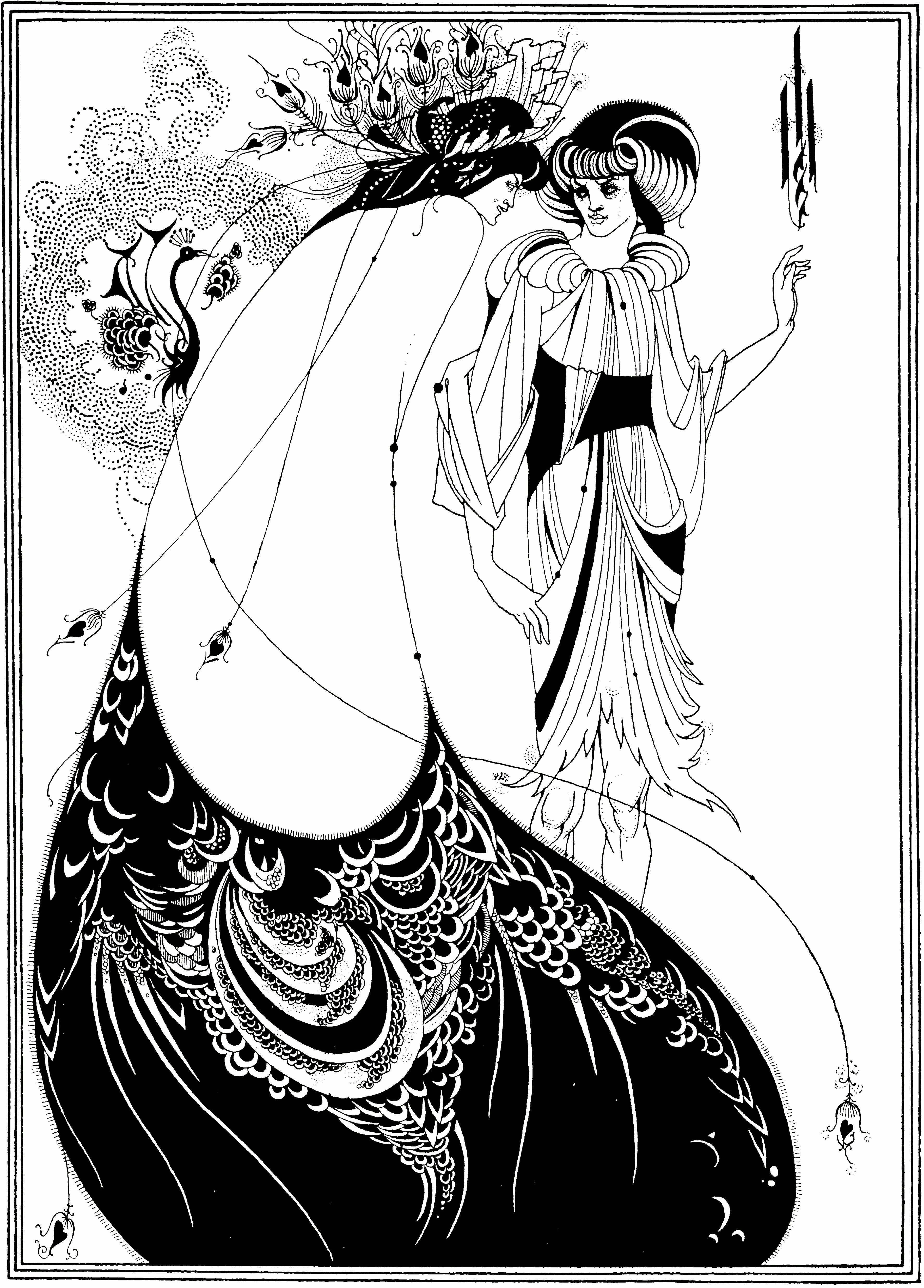
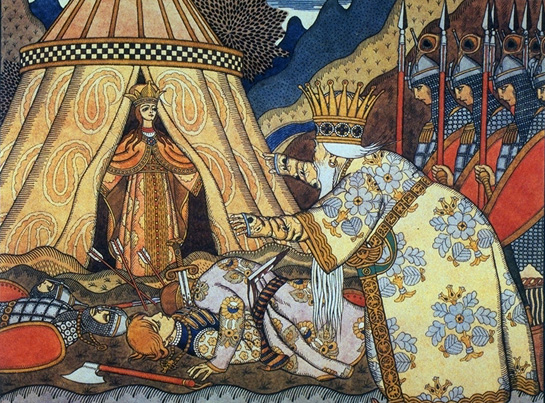
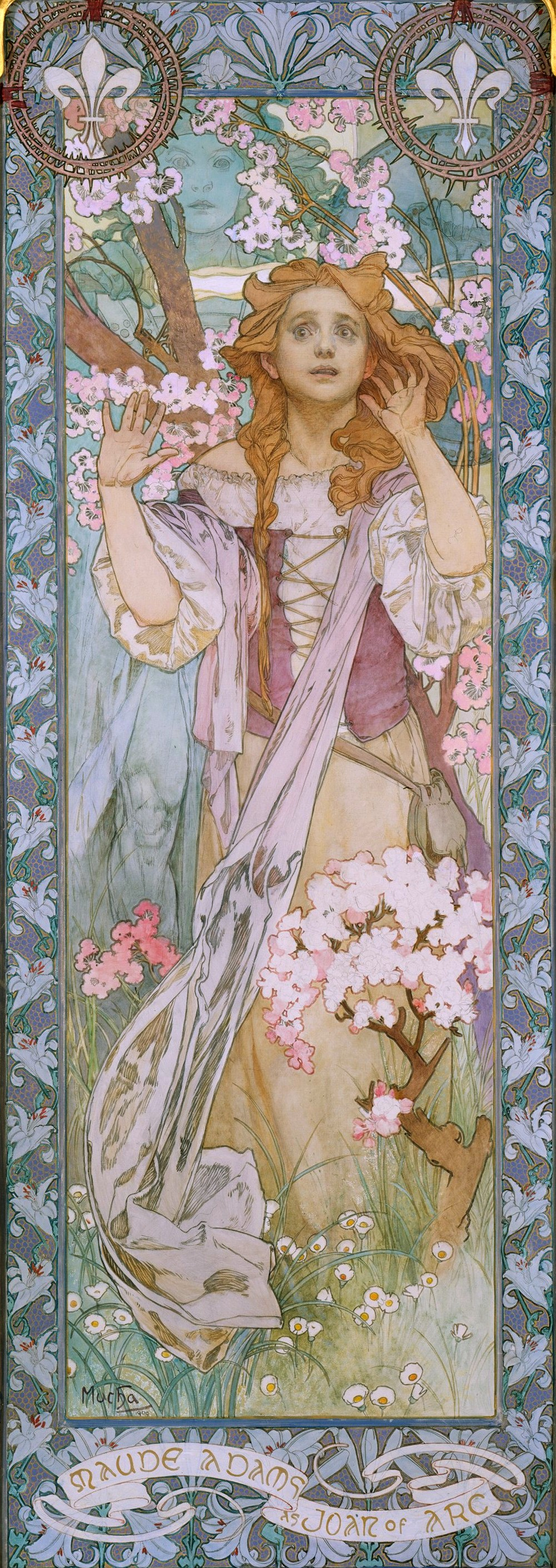
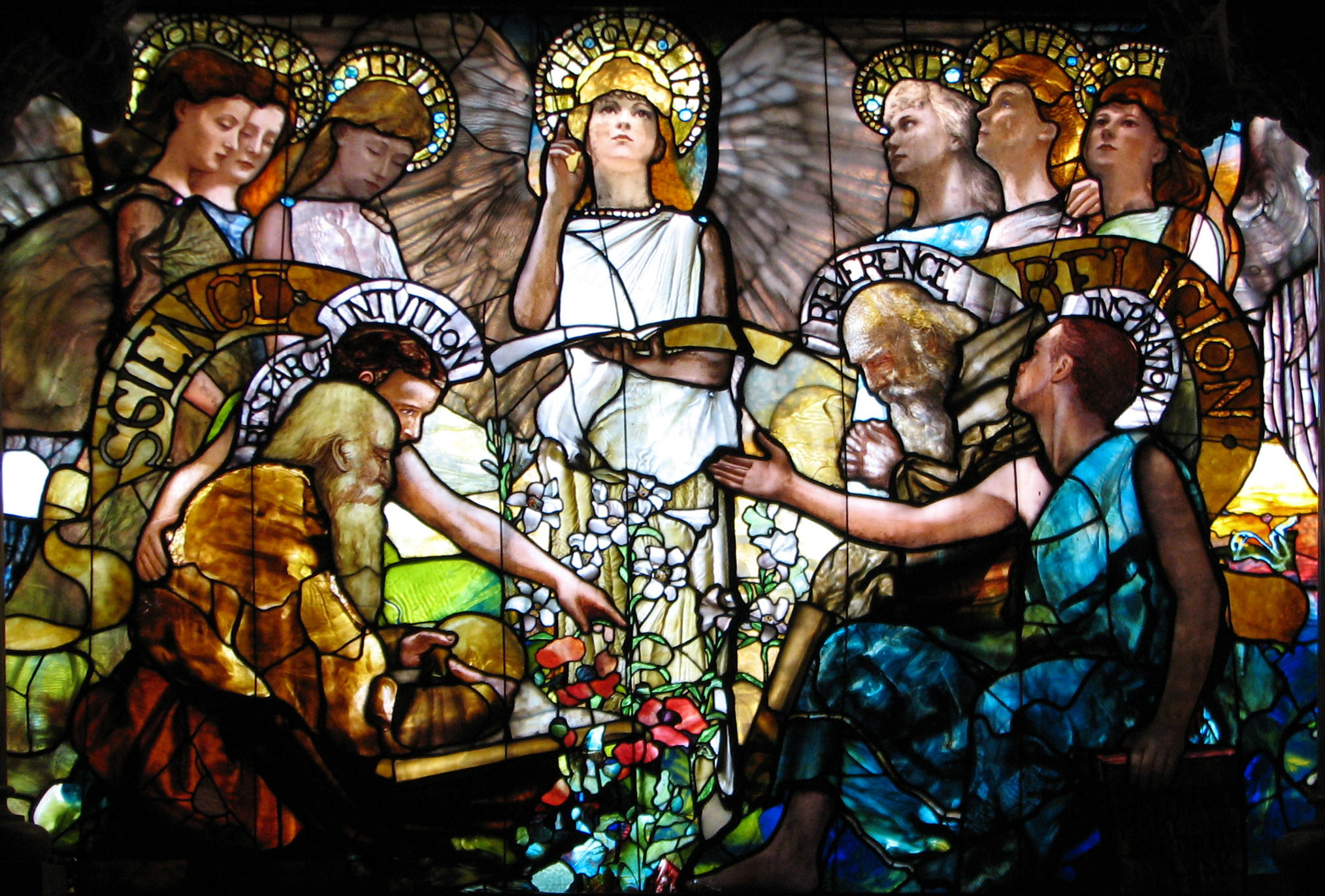
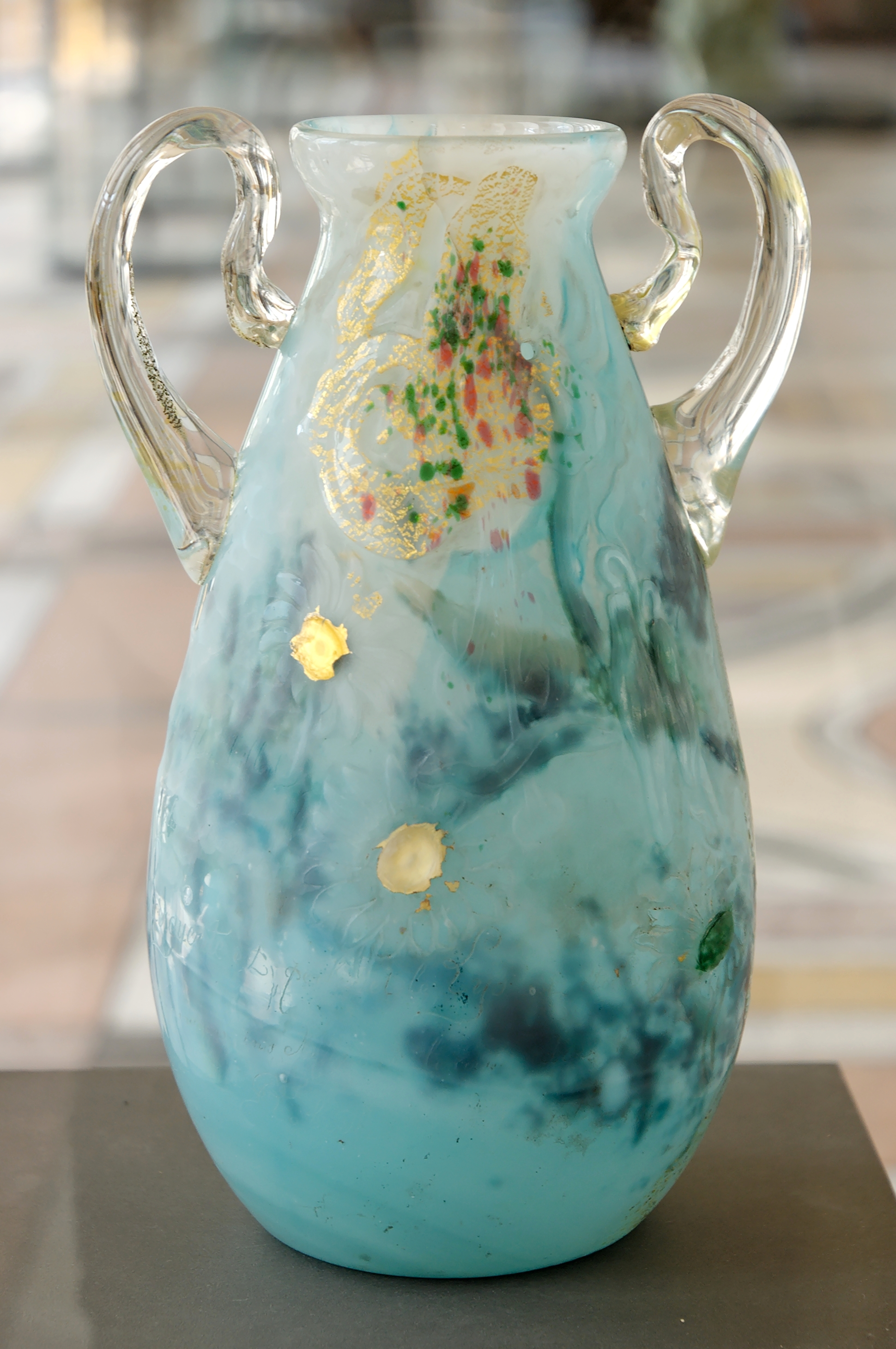
گلدان شیشه‌ای اثر امیل گاله
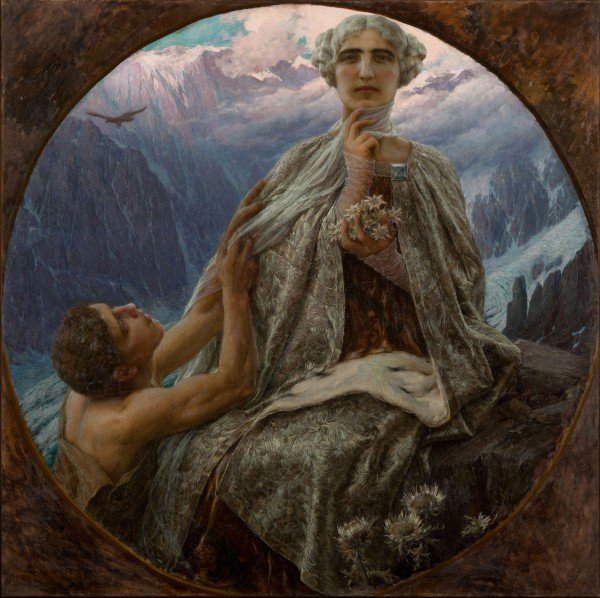
La Vetta ، ۱۹۱۲ ، یک اثر هنری جدید از Cesare Saccaggi از Tortona.